# Mawka

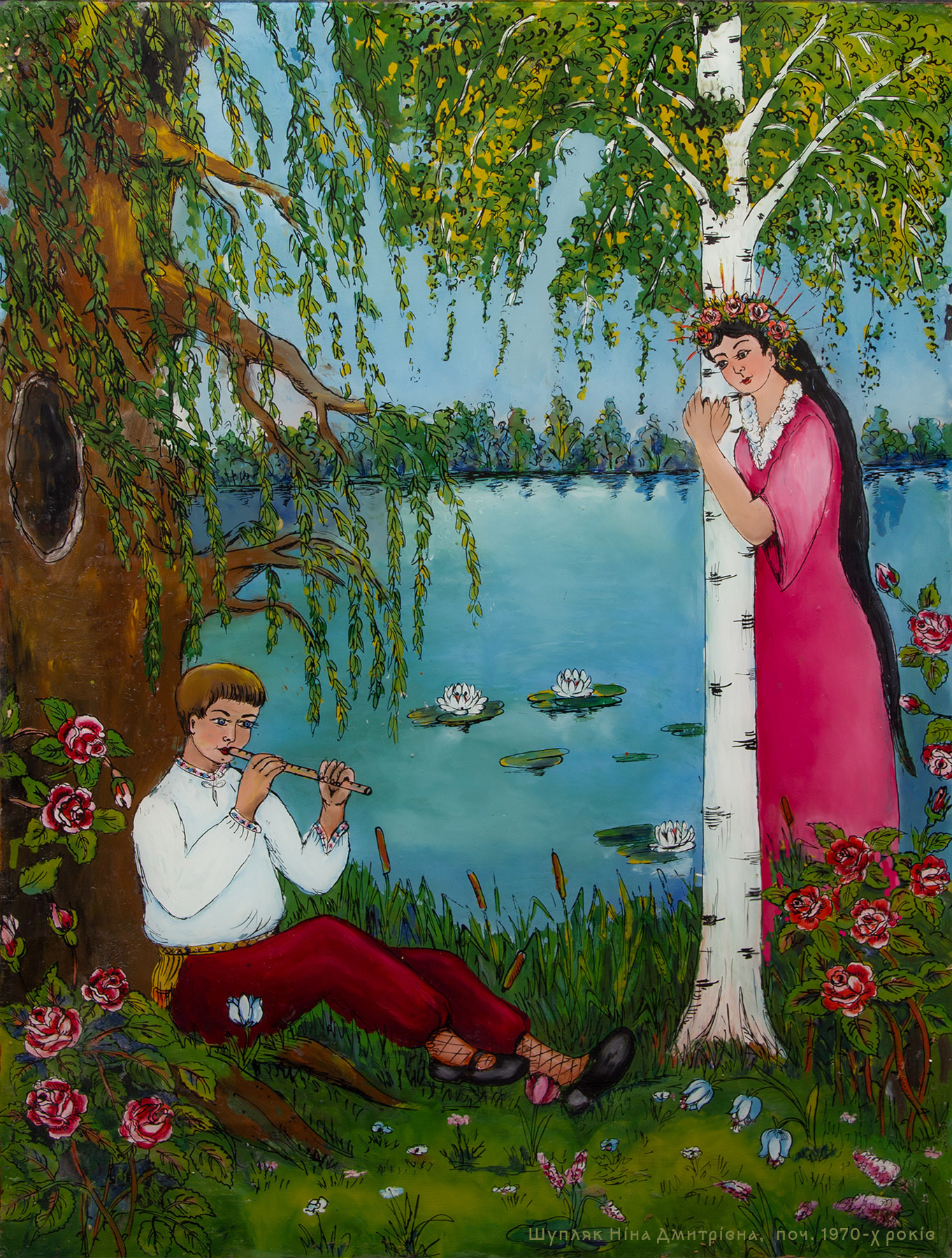
Mawka auf einem Gemälde aus den 1970er Jahren

Mawka (ukrainisch Мавка) ist eine weibliche Gestalt aus der ukrainischen Mythologie.

## Wortherkunft
Das Wort Mawka kommt von Naw, was auf Altslawisch „Toter“ bedeutet und ein Begriff für Geister der Sterblichen, die tragisch und zu früh gestorben waren, ist.

## Eigenschaften und Rezeption
Die unter dem Begriff Mawka bekannten Nymphen stellten die Seelen von Mädchen dar, die einen unnatürlichen Tod gestorben waren. Äußerlich werden sie als weibliche Figur, groß, mit einem runden Gesicht, langem Haar und manchmal nackt beschrieben.
Man glaubte, dass sie in Gruppen in Wäldern, Berghöhlen oder Schuppen lebten, die sie mit Teppichen dekorierten. Sie stellten Fäden aus gestohlenem Flachs her und webten dünne, transparente Stoffe, aus denen sie sich Kleidung schneiderten. Sie liebten Blumen, die sie im Haar trugen. Im Frühling pflanzten sie Blumen in den Bergen, mit denen sie junge Männer anlockten, die sie zu Tode kitzelten. Zu Pfingsten (bekannt als Mawkas Ostern) veranstalteten sie Spiele, Tänze und Orgien. Ein Dämon, der eine Flöte oder Pfeife spielte, begleitete sie.
Zu bekannten Werken, in denen Mawkas dargestellt werden, gehören Lessja Ukrajinkas Das Waldlied, Mychajlo Kozjubynskyjs Schatten vergessener Ahnen und der Film Mavka – Hüterin des Waldes.
Im russisch besetzten Teil der Ukraine nennt sich eine Widerstandsbewegung von Frauen Sla Mawka.